# Oberhaid (Bawaria)
Oberhaid – miejscowość i gmina w Niemczech, w kraju związkowym Bawaria, w rejencji Górna Frankonia, w regionie Oberfranken-West, w powiecie Bamberg. Leży około 5 km na północny zachód od Bamberga, nad Menem, przy autostradzie A70, drodze B26 i linii kolejowej Bamberg – Schweinfurt.

## Dzielnice
W skład gminy wchodzą następujące dzielnice:
- Oberhaid
- Staffelbach
- Unterhaid
- Johannishof
- Sandhof

## Demografia
| Rok  | Liczba mieszk. |
| ---- | -------------- |
| 1970 | 3.771          |
| 1987 | 4.090          |
| 2000 | 4.775          |
| 2006 | 4.718          |

## Polityka
Wójtem jest Harald Krug. Rada gminy składa się z 17 członków:
|      | CSU | SPD | UBV/FW | ÜL/CWG | Razem     |
| 2002 | 9   | 5   | 2      | 1      | 17 miejsc |

## Współpraca
Miejscowość partnerska:
- Oberhain, Turyngia